# Diocesi di Cleveland
La diocesi di Cleveland (in latino Dioecesis Clevelandensis) è una sede della Chiesa cattolica negli Stati Uniti d'America suffraganea dell'arcidiocesi di Cincinnati. Nel 2021 contava 633.492 battezzati su 2.758.656 abitanti. È retta dal vescovo Edward Charles Malesic.

## Territorio
La diocesi comprende le seguenti contee, situate nella parte centrosettentrionale dello stato dell'Ohio (Stati Uniti): Ashland, Cuyahoga, Geauga, Lake, Lorain, Medina, Summit e Wayne.
Sede vescovile è la città di Cleveland, dove si trova la cattedrale di San Giovanni Evangelista (St. John the Evangelist).
Il territorio si estende su 8.842 km² ed è suddiviso in 185 parrocchie.

## Storia
La diocesi è stata eretta il 23 aprile 1847 con il breve Universalis Ecclesiae di papa Pio IX, ricavandone il territorio dalla diocesi di Cincinnati (oggi arcidiocesi).
Originariamente suffraganea dell'arcidiocesi di Baltimora, il 19 luglio 1850 è entrata a far parte della provincia ecclesiastica dell'arcidiocesi di Cincinnati.
Il 15 aprile 1910 e il 15 maggio 1943 ha ceduto porzioni del suo territorio a vantaggio dell'erezione rispettivamente delle diocesi di Toledo e di Youngstown.
Il 12 giugno 1922 ha ceduto ancora alla diocesi di Toledo le contee di Erie, Huron e Richland.

## Cronotassi dei vescovi
Si omettono i periodi di sede vacante non superiori ai 2 anni o non storicamente accertati.
- Louis Amadeus Rappe † (23 aprile 1847 - 14 luglio 1870 dimesso)
- Richard Gilmour † (15 febbraio 1872 - 13 aprile 1891 deceduto)
- John Frederick Ignatius Horstmann † (14 dicembre 1891 - 13 maggio 1908 deceduto)
- John Patrick Farrelly † (18 marzo 1909 - 12 febbraio 1921 deceduto)
- Joseph Schrembs † (16 giugno 1921 - 2 novembre 1945 deceduto)
- Edward Francis Hoban † (2 novembre 1945 succeduto - 22 settembre 1966 deceduto)
- Clarence George Issenmann † (22 settembre 1966 succeduto - 5 giugno 1974 dimesso)
- James Aloysius Hickey † (5 giugno 1974 - 17 giugno 1980 nominato arcivescovo di Washington)
- Anthony Michael Pilla † (29 luglio 1980 - 4 aprile 2006 dimesso)
- Richard Gerard Lennon † (4 aprile 2006 - 28 dicembre 2016 dimesso)[4]
- Nelson Jesus Perez (11 luglio 2017 - 23 gennaio 2020 nominato arcivescovo di Filadelfia)
- Edward Charles Malesic, dal 16 luglio 2020

## Statistiche
La diocesi nel 2021 su una popolazione di 2.758.656 persone contava 633.492 battezzati, corrispondenti al 23,0% del totale.
| anno | popolazione | popolazione | popolazione | presbiteri | presbiteri | presbiteri | presbiteri                | diaconi | religiosi | religiosi | parrocchie |
| anno | battezzati  | totale      | %           | numero     | secolari   | regolari   | battezzati per presbitero | diaconi | uomini    | donne     | parrocchie |
| ---- | ----------- | ----------- | ----------- | ---------- | ---------- | ---------- | ------------------------- | ------- | --------- | --------- | ---------- |
| 1950 | 519.336     | 2.170.241   | 23,9        | 719        | 522        | 197        | 722                       |         | 416       | 2.867     | 211        |
| 1966 | 868.667     | 2.754.820   | 31,5        | 970        | 633        | 337        | 895                       |         | 583       | 3.428     | 235        |
| 1970 | 895.957     | 3.079.361   | 29,1        | 886        | 610        | 276        | 1.011                     |         | 469       | 3.068     | 236        |
| 1976 | 964.623     | 3.004.834   | 32,1        | 905        | 620        | 285        | 1.065                     | 3       | 426       | 2.770     | 236        |
| 1980 | 979.300     | 2.758.337   | 35,5        | 890        | 645        | 245        | 1.100                     | 23      | 395       | 2.516     | 256        |
| 1990 | 812.704     | 2.830.100   | 28,7        | 758        | 564        | 194        | 1.072                     | 111     | 287       | 1.998     | 250        |
| 1999 | 827.971     | 2.822.180   | 29,3        | 642        | 499        | 143        | 1.289                     | 168     | 75        | 1.598     | 235        |
| 2000 | 822.996     | 2.819.523   | 29,2        | 640        | 489        | 151        | 1.285                     | 170     | 225       | 1.547     | 235        |
| 2001 | 816.912     | 2.818.711   | 29,0        | 630        | 488        | 142        | 1.296                     | 174     | 216       | 1.479     | 235        |
| 2002 | 820.110     | 2.855.129   | 28,7        | 612        | 468        | 144        | 1.340                     | 179     | 205       | 1.413     | 235        |
| 2003 | 814.791     | 2.852.331   | 28,6        | 607        | 464        | 143        | 1.342                     | 182     | 198       | 1.384     | 234        |
| 2004 | 812.675     | 2.852.331   | 28,5        | 603        | 454        | 149        | 1.347                     | 189     | 208       | 1.325     | 234        |
| 2006 | 797.898     | 2.852.022   | 28,0        | 541        | 428        | 113        | 1.474                     | 200     | 168       | 1.203     | 233        |
| 2013 | 761.000     | 2.922.000   | 26,0        | 468        | 386        | 82         | 1.626                     | 210     | 144       | 958       | 187        |
| 2016 | 682.948     | 2.774.113   | 24,6        | 458        | 371        | 87         | 1.491                     | 201     | 138       | 867       | 187        |
| 2019 | 674.660     | 2.769.738   | 24,4        | 441        | 360        | 81         | 1.529                     | 197     | 115       | 760       | 186        |
| 2021 | 633.492     | 2.758.656   | 23,0        | 418        | 344        | 74         | 1.515                     | 190     | 100       | 727       | 185        |